# トッド・スミス
- アイバー
- アイヴァー

トッド・スミス（英語: Todd James Smith、1984年3月3日 - ）は、アメリカ合衆国の男性プロレスラー。マサチューセッツ州リン出身。WWE所属。

## 来歴

### インディー団体
2001年、プロレスラーデビュー。
2014年1月、ROHが主催するトップ・プロスペクト・トーナメントに出場。4日、一回戦のチーズバーガー、二回戦のアンドリュー・エバレットとの対戦を制して決勝へ進出。25日、決勝戦にてレイモンド・ロウと対戦。勝利を収め、同大会優勝を果たした。4月4日、ロウとタッグチーム、ウォー・マシン（War Machine）を結成し、ROHタッグ戦線に参入する。
2015年8月22日、Field Of Honor 2015にて、ウォー・マシンとして出場し、K.E.S.（ランス・アーチャー & デイビーボーイ・スミス・ジュニア）と対戦。この試合に勝利を収め、試合後にK.E.S.が保持するGHCタッグ王座に挑戦することをアピールした。9月19日、プロレスリング・ノアが主催するGREAT VOYAGE 2015 in OSAKAにウォー・マシンとして出場し、GHCタッグ王座を保持するK.E.S.（ランス・アーチャー & デイビーボーイ・スミス・ジュニア）と対戦したが、敗北を喫して王座奪取とはならなかった。
12月18日、Final Battleにて、ROH世界タッグ王座を保持するキングダム（マット・ターバン & マイケル・ベネット）と対戦。勝利を収めて、第44代タッグ王者組に輝き、ROHでのタイトル初戴冠を果たした。
2016年11月、新日本プロレスが主催するタッグリーグ戦、WORLD TAG LEAGUEにウォー・マシンとして出場。
2017年4月9日、天山広吉&小島聡組からIWGPタッグ王座を奪取した。

### WWE

#### NXT
2018年1月16日、WWEと契約を交わし入団。4月11日、WWEの傘下団体であるNXTにてヘビー・マシーナリー（タッカー・ナイト & オーティス・ドーゾビッチ） vs リディック・モス & ティノ・サバテリの試合中にロウと共にウォー・レイダース（War Raiders）として乱入。両タッグを襲撃すると最後にサバテリにフォールアウトを決めてリングを占拠した。
2019年1月26日、NXT TakeOver: PhoenixでNXTタッグ王者チームのジ・アンディスピューテッド・エラ（カイル・オライリー & ロデリック・ストロング）に挑戦。終盤になると孤立して集中攻撃をされるも合体技を側転で避けるとハンドスプリング・エルボーなどの技で挽回。そしてフォールアウトを決めて勝利。王座を戴冠した。

#### WWE
2019年4月15日、WWE・RAWで自身はアイバー（Ivar）、ロウはエリックへとリングネームを変更。そしてタッグネームをバイキング・エクスペリエンスに改めてデビューした。同月22日、タッグネームをバイキング・レイダース (The Viking Raiders）に改名。
2024年5月17日、WWE NXT公式Xがアイバーの負傷による無期限欠場を発表した。翌18日、ファンの噂に応える形でアイバーも負傷が事実であることをXを通して認め、負傷が深刻であること、治療法を検討中であることを発表した。8月22日、幹細胞治療を受けていることをインスタグラムで公表した。
2024年10月14日、WWE RAWにてタッグチーム ウォー・レイダース(The War Raiders)として復帰した
。
復帰後インタビューでアイバーはケガについて語った。「試合中に腕に力が入らなくなりすぐにMRI検査を受けた。検査で別の新たなヘルニアが見つかり、以前手術した部分とあわせてさらなる頸椎固定手術をしたら今後プロレスはできないだろうと診断された。外科医に診断結果を見せてもおなじ判断だった。しかし5日後にまた外科医と会うと彼はMRIの画像データのディスクを手にしており、これなら大丈夫だと言ったんだ。治療とリハビリにより腕は問題なく動くようになった。痛みは以前からのケガにより永久になくならない。痛みはいい日もあれば悪い日もある」。

## 得意技

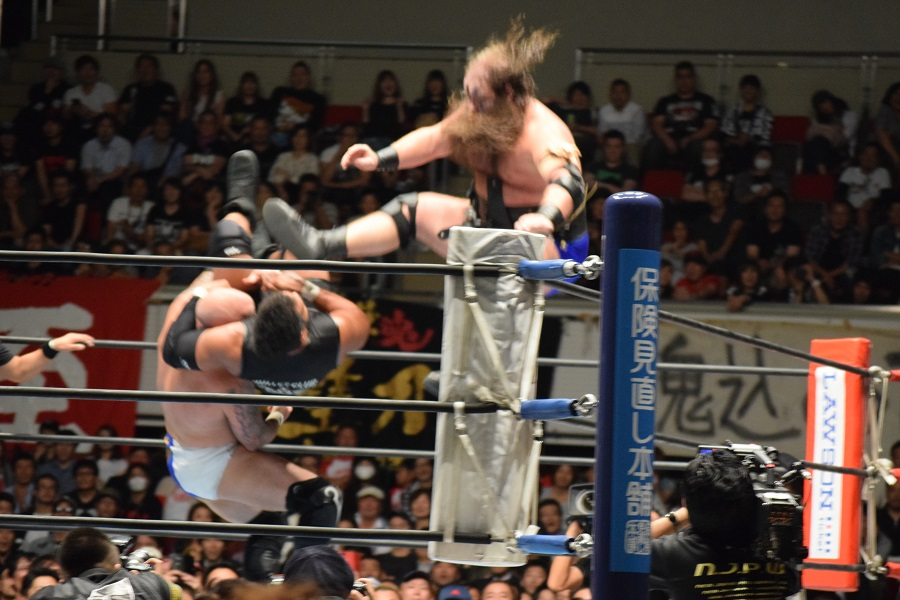
フォールアウト

シンシティ・プランジ
シットダウン・ダブルアーム・パワーボム
スピン・キック
シングル時におけるフィニッシャー。
ラリアット
ハンソンの場合、ロープに振られて返ってくる際、側転しながら相手の後方へ移動して直後に放っていく型を得意としている。
ダイビング・ボディ・プレス
ドゥームサルト
サイドバスター
スネーク・アイズ
ボディスラムの体勢で担ぎ上げた相手を空中に放り投げ、落下する勢いを利用してターンバックルに相手の顔面を打ち付ける。
 連携技 

フォールアウト
フィニッシュ・ホールド。相手をロウがバックドロップの要領で抱え上げ、ハンソンがコーナーポスト最上段から抱え上げられた相手の喉元目掛けてギロチン・ドロップを放っていく。
ダブル・チョークスラム
ウォー・マシン・コンボ・スラム
ロウがロープから返ってきた相手の懐に潜り込み、上半身を抱えて上空へと放り投げ、ハンソンが落下してくる相手を肩口で受け止めて前のめりに倒れ込み、相手を背中からマットに叩きつける。

## 獲得タイトル
WWE
- 世界タッグチーム王座 : 2回[19]

w / エリック
- NXTタッグ王座 : 1回

w / ロウ

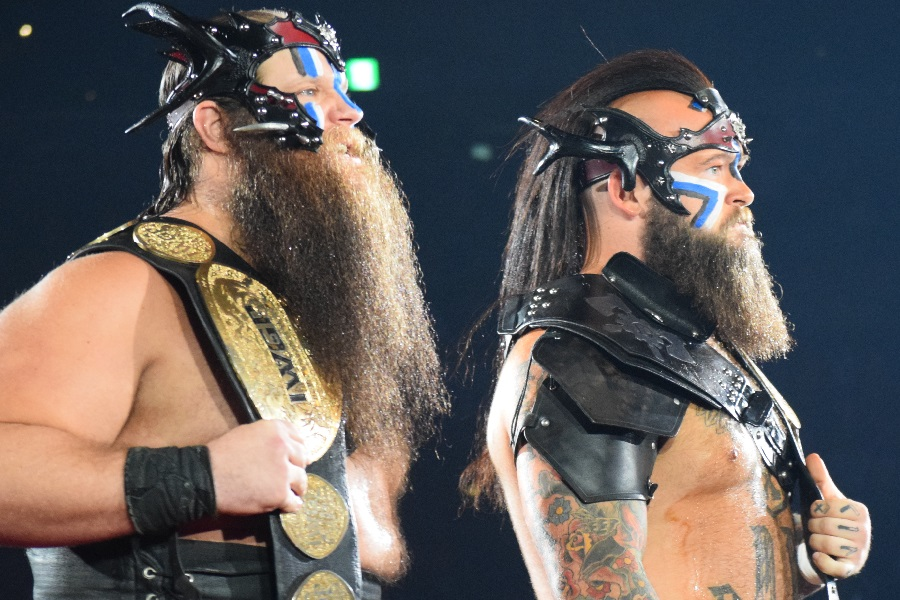
ハンソン(左) and レイモンド・ロウIWGPタッグ王座

NWAニューイングランド
- NWAニューイングランド・テレビジョン王座 : 1回
- NWAニューイングランドタッグ王座 : 1回

w / ビュー・ダグラス
アルティメット・チャンピオンシップ・レスリング
- UCWタッグ王座 : 1回

w / ビュー・ダグラス
エクストリーム・レスリング・アライアンス
- XWAヘビー級王座 : 1回

カオティック・レスリング
- カオティック・レスリングヘビー級王座 : 3回
- カオティック・レスリングタッグ王座 : 2回

w / サイコ
ニューイングランド・チャンピオンシップ・レスリング
- NECWテレビジョン王座 : 2回
- アイアン8・チャンピオンシップ 優勝（2010年）

ニューイングランド・レスリング・アライアンス
- NEWAヘビー級王座 : 1回

ノースイースト・レスリング
- NEWヘビー級王座 : 1回

ミレニアム・レスリング・フェデレーション
- MWFヘビー級王座 : 1回
- MWFタッグ王座 : 1回

w / ビュー・ダグラス
ROH
- ROH世界タッグ王座 : 1回

第44代, w / レイモンド・ロウ
- トップ・プロスペクト・トーナメント : 優勝（2014年）

新日本プロレス
- IWGPタッグ王座（第75代,第77代w/レイモンド･ロウ）

プロレスリング・イラストレーテッド
- 2020年 PWI 500 - 181位[20]
- 2021年 PWI Tag Team 50 - 35位

パートナーはエリック（ヴァイキング・レイダース）
- 2022年 PWI Tag Team 100 - 64位

パートナーはエリック（ヴァイキング・レイダース）
- 2024年 PWI 500 - 424位[23]

## 入場テーマ曲
- Blood and Tears / Eric Baumont & Jean-Michel Bacou
- Prepare For War / David Grimason
- War / CFO$
- Raid
- Vicious - 現在使用中